# Lịch sử châu Á

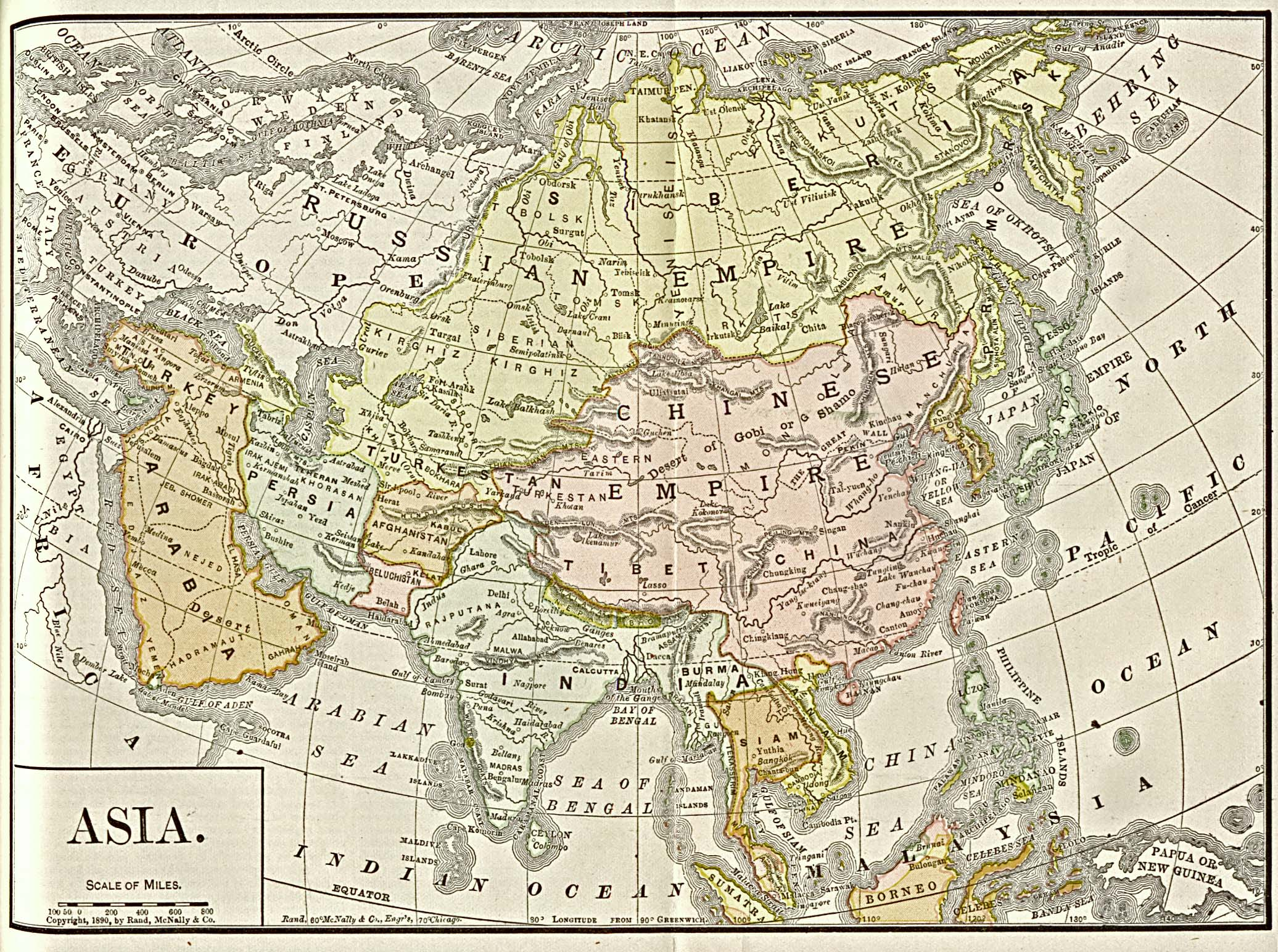
Bản đồ châu Á năm 1892

Lịch sử châu Á có thể coi như một tập hợp lịch sử của nhiều vùng ven biển tách biệt, Đông Á, Nam Á, và Trung Đông được liên kết lại với nhau bởi thảo nguyên Âu Á - vùng đất rộng lớn nằm giữa.
Vùng ven biển là nơi xuất hiện những nền văn minh cổ nhất được biết tới trên thế giới, cả ba vùng đó đều phát triển nền văn minh cổ tại những đồng bằng châu thổ phì nhiêu ven sông. Các nền văn minh Lưỡng Hà, châu thổ sông Ấn Độ, và Trung Quốc cùng có nhiều điểm tương đồng và có thể đã có trao đổi về kỹ thuật và tư tưởng với nhau như: toán học, bánh xe,... Các thứ khác như chữ viết có lẽ đã phát triển độc lập tại mỗi vùng. Các thành phố, quốc gia và sau đó là các đế chế đã phát triển ở những vùng đất thấp (đồng bằng) đó.
Các vùng thảo nguyên từ lâu đã được cư trú bởi những bộ tộc du mục, và từ trung tâm thảo nguyên, họ có thể tiến tới tất cả các vùng thuộc lục địa châu Á. Cuộc mở rộng sớm nhất từ vùng thảo nguyên là của người Ấn-Âu (Indo-European), họ mở rộng vùng ngôn ngữ của mình tới Trung Đông, Ấn Độ và vùng của người Thổ Hỏa La (Tocharians) ở biên giới Trung Quốc. Vùng phía bắc lục địa, chiếm phần lớn khu vực Siberia, cũng là nơi mà các bộ lạc du mục không thể tới được vì mật độ dày đặc của các cánh rừng và các lãnh nguyên. Những vùng đó có dân cư thưa thớt.
Trung tâm và vùng ngoại biên được ngăn cách bởi các vùng núi và sa mạc. Kavkaz, Himalaya, sa mạc Karakum, và sa mạc Gobi tạo nên những rào chắn ngăn bước những bộ tộc du mục trên lưng ngựa và khiến họ gặp nhiều khó khăn khi vượt qua. Tuy các thành phố có tiến bộ hơn về mặt kỹ thuật và văn hoá, họ lại không thể ngăn chặn nổi cuộc tấn công quân sự của các bộ lạc trên lưng ngựa. Tuy nhiên, những vùng đất thấp không có đủ những vùng đồng cỏ để cung cấp cho một lực lượng kỵ sĩ lớn. Vì thế các bộ lạc du mục, những người đã chinh phục được Trung Quốc, Ấn Độ và Trung Đông, nhanh chóng bị buộc phải thích nghi với các xã hội địa phương.

## Lịch sử theo từng quốc gia

### Lịch sử Trung Đông
- Lịch sử Lưỡng Hà
  - Lịch sử Iraq
- Lịch sử Ba Tư
  - Lịch sử Iran
- Lịch sử Cận Đông
  - Lịch sử Israel
  - Lịch sử Jordan
  - Lịch sử Liban
  - Lịch sử Palestine
  - Lịch sử Syria
- Lịch sử Ả Rập Saudi
- Lịch sử Anatolia
  - Lịch sử cộng hoà Thổ Nhĩ Kỳ

### Lịch sử Nam Á
- Lịch sử Ấn Độ
  - Lịch sử cộng hòa Ấn Độ
  - Lịch sử Nam Ấn Độ
  - Lịch sử Assam
- Lịch sử Pakistan
  - Các vùng lịch sử Pakistan
  - Lịch sử Mehrgarh
  - Lịch sử vùng châu thổ sông Ấn Độ
- Lịch sử Bengal
  - Lịch sử Bangladesh
    - Lịch sử Đông Bengal
    - Lịch sử Đông Pakistan
- Lịch sử Bhutan
- Lịch sử Nepal
- Lịch sử Sri Lanka
- Lịch sử Tây Tạng

### Lịch sử Đông Á
- Lịch sử Trung Quốc
  - Lịch sử Cộng hòa Nhân dân Trung Hoa
    - Lịch sử Hồng Kông
    - Lịch sử Ma Cao

  - Lịch sử Trung Hoa Dân Quốc (Đài Loan)
    - Lịch sử Đài Loan
- Lịch sử Nhật Bản
- Lịch sử Triều Tiên
  - Lịch sử Cộng hòa Dân chủ Nhân dân Triều Tiên
  - Lịch sử Đại Hàn Dân Quốc (Hàn Quốc)

### Lịch sử Trung Á
- Lịch sử Afghanistan
- Lịch sử Kazakhstan
- Lịch sử Kyrgyzstan
- Lịch sử Mông Cổ
- Lịch sử Uzbekistan
- Lịch sử Turkmenistan

### Lịch sử Đông Nam Á
- Lịch sử Campuchia
- Lịch sử Indonesia
- Lịch sử Lào
- Lịch sử Malaysia
- Lịch sử Myanma
- Lịch sử Philippines
- Lịch sử Singapore
- Lịch sử Thái Lan
- Lịch sử Việt Nam